# تخطيط اقتصادي
التخطيط الاقتصادي يشير إلى أي تخطيط لهُ علاقة بالاقتصاد ويحدث خارج إطار السوق، وهو آلية لتوزيع الموارد بين المنظمات وضمنها والتي تُعقَد على خلاف آلية السوق. وكأحد آليات التوزيع الخاصة بالاشتراكية، يستبدل التخطيط الاقتصادي أسواق عوامل الإنتاج بتوزيع مباشر للموارد ضمن مجموعة مفردة أو متداخلة من المنظمات ذات الملكية الاجتماعية.
ويهدف التخطيط الاقتصادي إلى توجيه الإنتاج نحو اشباع الحاجات المادية للبشر، على عكس الإنتاج الربحي الذي تعتمده آليات السوق. توجد عدة أشكال من التخطيط الاقتصادي، حيث يمكن أن يكون مركزياً بيروقراطياً أو لا مركزياً ديمقراطياً.
يعتمد مستوى المركزية في صنع القرار على النوع المخصص من آلية التخطيط المتبعة. بناء على ذلك، يستطيع الفرد التمييز بين التخطيط الاقتصادي المركزي والتخطيط الاقتصادي اللامركزي. يُشار إلى الاقتصاد المُرتَكز بشكل رئيسي على التخطيط بالاقتصاد المخطط. في الاقتصاد المخطط مركزيًا، يُحدّد توزيع الموارد بخطة إنتاج تفصيلية تحدد مستلزمات الإنتاج. وقد يأخذ إما هيئة تخطيط توجيهي أو هيئة تخطيط إرشادي.
أمكن التمييز بين التخطيط المادي (كما في الاشتراكية الخالصة) والتخطيط المالي (كالذي تمارسه الحكومات والشركات الخاصة في الرأسمالية). ينطوي التخطيط المادي على تخطيط وتنسيق اقتصادي يجري بصيغة وحدات مادية مفصلة، بينما ينطوي التخطيط المالي على خطط مُشكَّلة بصيغة وحدات مالية.

## في الاشتراكية
برزت أشكال مختلفة من التخطيط الاقتصادي في نماذج عديدة للاشتراكية. يتراوح هذا بين أنظمة التخطيط اللامركزية القائمة على صنع القرار الجماعي والمعلومات التفصيلية إلى أنظمة التخطيط المركزية المُنفَّذة من قبل الخبراء التقنيين الذين يستخدمون المعلومات المُجمّعة لتشكيل خطط الإنتاج. في الاقتصاد الاشتراكي كامل التطور، قد ينسق المهندسون أو الخبراء التقنيون المُشرَف عليهم أو الموظفون بطريقة ديمقراطية الاقتصادَ بصيغة وحدات مادية دون الحاجة إلى استخدام حسابات ذات أساس مالي. لم يبلغ اقتصاد الاتحاد السوفييتي أبدًا هذه المرحلة من التطور، ما جعله يخطط لاقتصاده على أساس مالي خلال فترة وجوده. على الرغم من ذلك، طُوّرت مقاييس بديلة لتقييم أداء الاقتصاد غير المالي من ناحية الإنتاج المادي (أي صافي الناتج المادي بالمقارنة مع الناتج المحلي الإجمالي).
عمومًا، توجد النماذج المتعددة للتخطيط الاقتصادي الاشتراكي كمفاهيم نظرية لم تُطبّق بشكل كامل من قبل أي اقتصاد، جزئيًا لأنها تعتمد على تغيرات شاسعة على الصعيد العالمي (انظر إلى نمط الإنتاج). في سياق الاتجاه السائد في علم الاقتصاد وحقل الأنظمة الاقتصادية المقارنة، يشير التخطيط الاشتراكي عادة إلى الاقتصاد الموجه سوفييتي النمط، سواء شكّل ذلك النظام الاقتصادي نوعًا من الاشتراكية أو رأسمالية الدولة أو نوعًا ثالثًا لا اشتراكيًا ولا رأسماليًا أم لم يشكل.
يستبدل التخطيط الاقتصادي آلية السوق بشكل كامل في الكثير من نماذج الاشتراكية، ومن المفترض أن هذا قد جعل من العلاقات النقدية ونظام الأسعار باليًا. يستخدم التخطيط كتكملة للأسواق في النماذج الأخرى.

### مفهوم التخطيط الاشتراكي
يشتمل المفهوم التقليدي للتخطيط الاقتصادي الاشتراكي بحيازة الماركسيين على نظام اقتصادي حيث تُقيّم البضائع والخدمات وتُطلب وتُنتج مباشرة حسب قيمة استخدامها، على عكس إنتاجها كمنتجات جانبية لسعي مؤسسات الأعمال التجارية للربح. تعتبر فكرة الإنتاج من أجل الاستخدام جانبًا رئيسيًا من الاقتصاد الاشتراكي. يتضمن هذا التحكم المجتمعي بتوزيع المنتجات الفائضة ويحل الحساب حسب النوع محل الحساب المالي في شكله النظري الأكثر شمولًا. بالنسبة للماركسيين بشكل خاص، يستلزم التخطيط سيطرة من قبل المنتجين المرتبطين على البضائع الفائضة (الربح) بشكل ديمقراطي. يختلف هذا عن التخطيط ضمن إطار الرأسمالية، والتي تستند على تراكم رأس المال المخطط له بهدف إما إضفاء الاستقرار على دورة الأعمال التجارية (حين تجريها الحكومات) أو تحقيق أكبر قدر ممكن من الربح (حين تجريها الشركات)، على نقيض المفهوم الاشتراكي للإنتاج المخطط له من أجل الاستخدام.
وفي مثل هذا المجتمع الاشتراكي المرتكز على التخطيط الاقتصادي، تتغير الوظيفة الرئيسية لأجهزة الدولة من حكم سياسي على الناس (عن طريق خلق وإنفاذ القوانين) إلى إدارة تقنية للإنتاج والتوزيع والتنظيم، ما يعني أن الدولة ستصبح كيانًا اقتصاديًا تنسيقيًا بدلًا من أن تكون آلية سياسية وسيطرة مستندة إلى الطبقات الاجتماعية، وبذلك تتوقف عن كونها دولة بالمفهوم التقليدي.

### التخطيط مقابل التوجيه
يختلف مفهوم الاقتصاد الموجه عن مفهومي الاقتصاد المخطط والتخطيط الاقتصادي، خصوصًا بالنسبة للاشتراكيين والماركسيين، والذين يشبّهون الاقتصاد الموجه (مثل حالة الاتحاد السوفييتي السابق) بذلك الخاص بالشركات الرأسمالية المفردة والمنظم بشكل إداري تنازلي والمستند إلى المنظمات البيروقراطية على غرار حالة المؤسسات الرأسمالية.
جادل المحللون الاقتصاديون بأن اقتصاد الاتحاد السوفييتي السابق قد مثّل فعليًا اقتصادًا إداريًا أو موجهًا على نقيض الاقتصاد المخطط لأن التخطيط لم يلعب دورًا فعالًا في توزيع الموارد بين الوحدات المنتجة في الاقتصاد لأن آلية التوزيع الرئيسية كانت نظامًا من أنظمة القيادة والسيطرة في حقيقة الأمر. نتيجة لذلك، جنت عبارة اقتصاد موجه إداري رواجًا كواصف أكثر دقة للاقتصاد سوفييتي النمط.

### التخطيط اللامركزي
التخطيط الاقتصادي اللامركزي هو عملية تخطيط تبدأ على مستوى المستخدم في تسلسل تصاعدي للمعلومات. وبذلك، يظهر التخطيط اللامركزي عادةً كتكملة لفكرة الإدارة الذاتية الاشتراكية (لا سيما الليبرتاريون الاشتراكيون والاشتراكيون الديمقراطيون).
تنبثق الفرضيات النظرية لنماذج التخطيط الاشتراكي اللامركزي من أفكار كارل كاوتسكي، وروزا لوكسمبورغ، ونيكولاي بوخارن، وأوسكار ر. لانج. ينطوي هذا النموذج على صنع القرار الاقتصادي استنادًا إلى الحكم الذاتي بشكل تصاعدي (من قبل الموظفين والمستهلكين) بدون أي سلطة مركزية مُوجِّهة. يتعارض هذا عادة مع عقيدة الأرثوذكس الماركسية-اللينينية التي تؤيد التخطيط الإداري الموجه حيث تنتقل التوجيهات من السلطات العليا (وكالات التخطيط) إلى العملاء (مدراء الشركات)، والذين بدورهم يعطون التوجيهات للعمال.
الاقتصاد التشاركي، الموضوع من قبل عالم الاقتصاد مايكل ألبرت، والتنسيق التفاوضي، الموضوع من قبل عالم الاقتصاد بات ديفاين، هما نموذجان معاصران للتخطيط اللامركزي.

### الموازنات المادية
كان تخطيط الموازنات المادية نوعًا من التخطيط الاقتصادي المستخدم من قبل النظم الاقتصادية سوفييتية النمط. ظهر النظام بطريقة عشوائية خلال حملة الزراعة الجماعية تحت قيادة جوزيف ستالين، وأكدت أن النمو السريع والتصنيع أهم من الكفاءة. في النهاية، أصبحت هذه الطريقة جزئًا معتمدًا من المفهوم السوفييتي للاشتراكية في فترة ما بعد الحرب، واقتدت بها الدول الاشتراكية الأخرى في النصف الثاني من القرن العشرين. تنطوي الموازنات المادية على وكالة تخطيط (غوسبلان في حالة الاتحاد السوفييتي) آخذةً إحصاءً باللوازم المتوفرة والمواد الخام ومستخدمًة الميزانية العامة لموازنتها مع أهداف الإنتاج المخصصة من قبل الصناعة، وبذلك تحقق موازنة بين المخزون والطلب.

### نموذج لانج-ليرنر-تايلور
تضمنت النماذج الاقتصادية الموضوعة في عشرينيات وثلاثينيات القرن المنصرم من قبل علماء الاقتصاد الأمريكيين فريد تايلور وآبا ليرنر وعالم الاقتصاد البولندي أوسكار ر. لانج صيغةً من التخطيط مرتكزة على التسعير بالتكاليف الحدية. في نموذج لانج، تضبط لجنة تخطيط مركزية الأسعار لبضائع المنتجين عبر طريقة التجربة والخطأ، وتعدل السعر حتى يضاهي التكلفة الحدية بهدف تحقيق نواتج تتمتع بكفاءة باريتو. بالرغم من وصف تلك النماذج عادةً باشتراكية السوق، فقد مثلت فعليًا شكلًا من التخطيط المحاكي للسوق.

## في الرأسمالية

### التخطيط ضمن الشركات والتخطيط ضمن الصناعات
استخدمت الشركات الكبيرة التخطيط الاقتصادي لتوزيع الموارد داخليًا بين أقسامها وفروعها. تستخدم الكثير من الشركات الحديثة أيضًا تحليل الانحدار لقياس متطلبات السوق من أجل تعديل الأسعار وتقرير الكميات المثالية من الإنتاج لتزويدها. يُذكَر التقادم المخطط عادة كصيغة من صيغ التخطيط الاقتصادي التي تستخدم من قبل الشركات الكبيرة لزيادة الطلب على المنتجات القادمة عن طريق الحد من مدة صلاحية منجاتها بشكل مقصود. لذا، وُصفت البنية الداخلية للشركات بأنها نظم اقتصادية موجهة مركزيًا تستخدم كلًا من التخطيط والإدارة التراتبية.
تبعًا لبرادفورد ديلنوغ، فإن الكثير من معاملات النظم الاقتصادية الغربية لا يمر عبر أي شيء يماثل السوق، ولكنها فعليًا عمليات نقل للقيمة بين فروع وأقسام مختلفة ضمن المؤسسات والشركات والوكالات.